# Drosera katangensis
Drosera katangensis är en sileshårsväxtart som beskrevs av Taton. Drosera katangensis ingår i släktet sileshår, och familjen sileshårsväxter. IUCN kategoriserar arten globalt som akut hotad.
Artens utbredningsområde är Kongo. Inga underarter finns listade i Catalogue of Life.